# Odinokaya garmon'
Odinokaya garmon' (russe : Одинокая гармонь, littéralement Garmon solitaire, ou Accordéon solitaire) est une chanson populaire russe du compositeur Boris Mokrousov ; les paroles proviennent du poème de Mikhaïl Issakovski Tout retomba avant l'aube,. L'air est connu en français dans la chanson portant le nom de Joli mai.
Cette chanson a reçu le prix Staline de 1948.

## Histoire
Les paroles ont été écrites en Union soviétique, par le poète Mikhaïl Issakovski, en 1945, et publiées en 1946 dans la revue Octobre (russe : Октябрь), où elle attire l'attention du compositeur Boris Mokrousov. Celui-ci compose à partir de poème la chanson Accordéon solitaire qui se popularise rapidement en 1946 et 1947, dans toute la Russie.
La chanson est interprétée par de nombreux artistes en Union soviétique, dont Georg Ots, Sergueï Lemechev, Efrem Flaks, Gueorgui Abramov, Victor Vouyatchitch (ru), Dmitri Khvorostovski, Valentina Tolkounova, Édouard Khil, Vladimir Trochine, ou Lioudmila Gourtchenko.
Lors d'une tournée en Union soviétique en 1963, Yves Montand, interprète deux chansons populaires russes en français, dont Accordéon solitaire et Un ami lointain (russe : Далёкий друг). Elle a été adaptée en français sous le titre de Le Joli mai par le compositeur Michel Legrand, qui en a complètement changé les paroles, et interprété par Yves Montand, dans le documentaire Le Joli mai de Chris Marker et Pierre Lhomme, en 1963.